# Cecropis semirufa

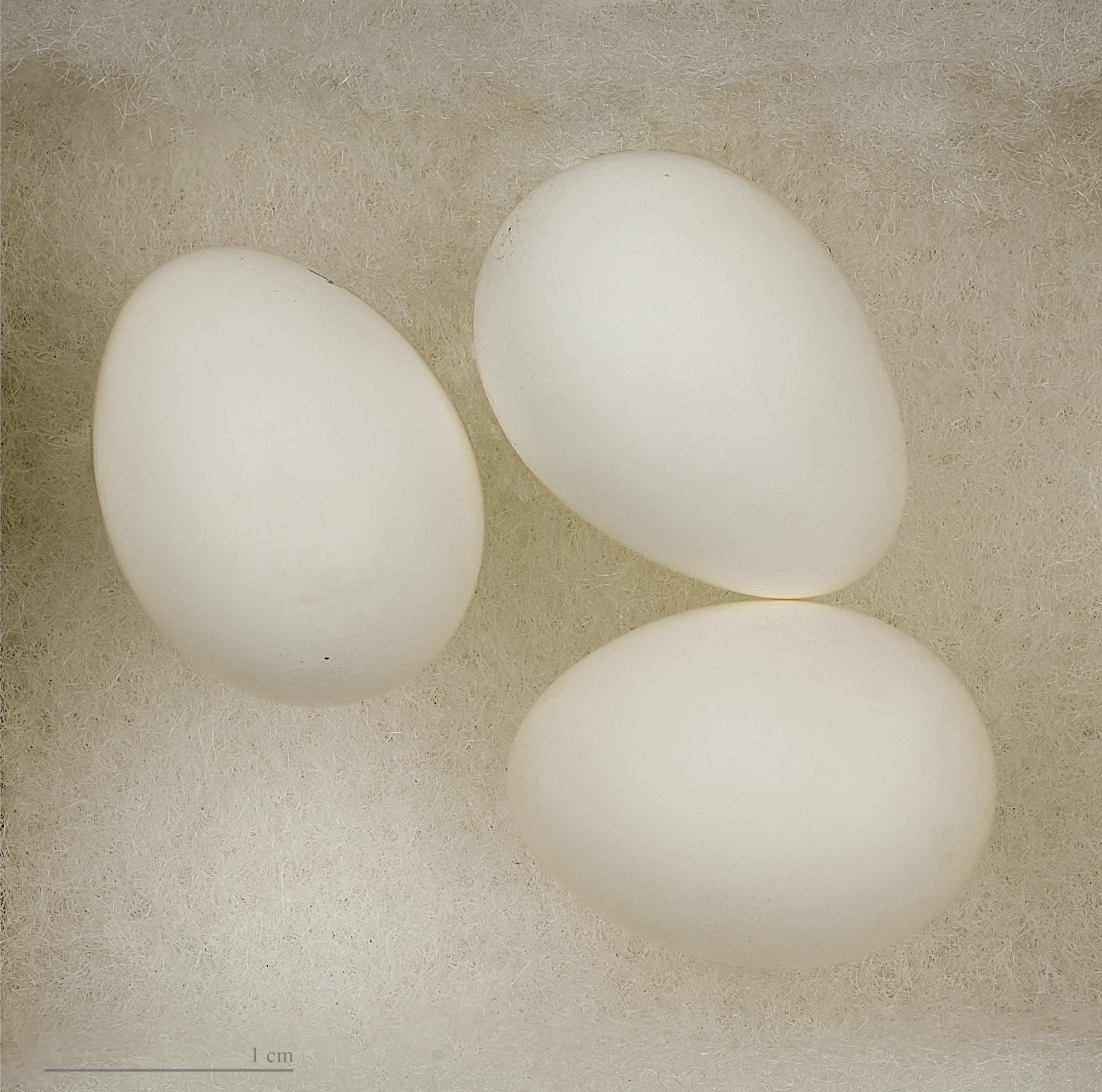
Cecropis semirufa

Cecropis semirufa là một loài chim trong họ Hirundinidae.

## Hình ảnh

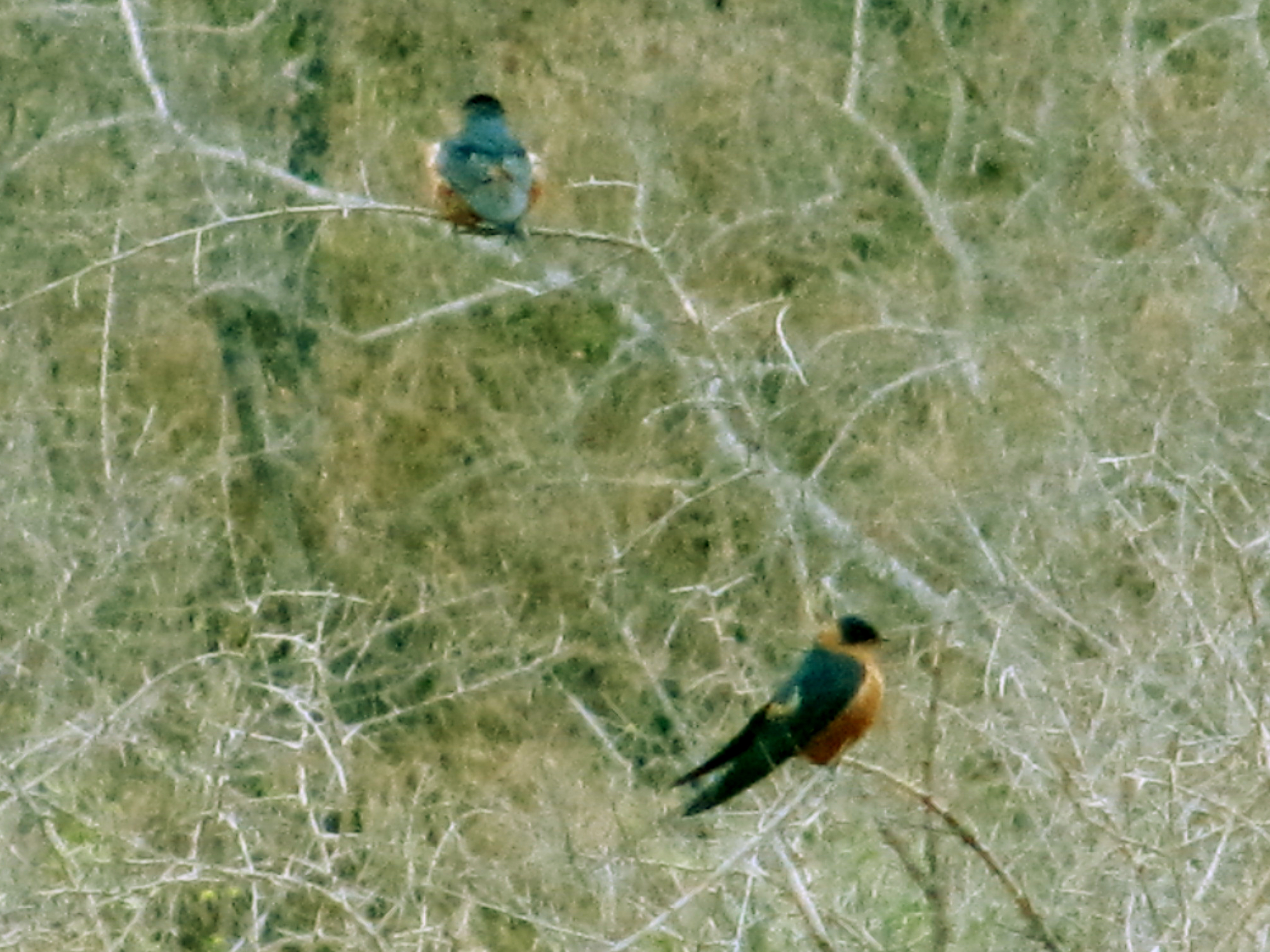
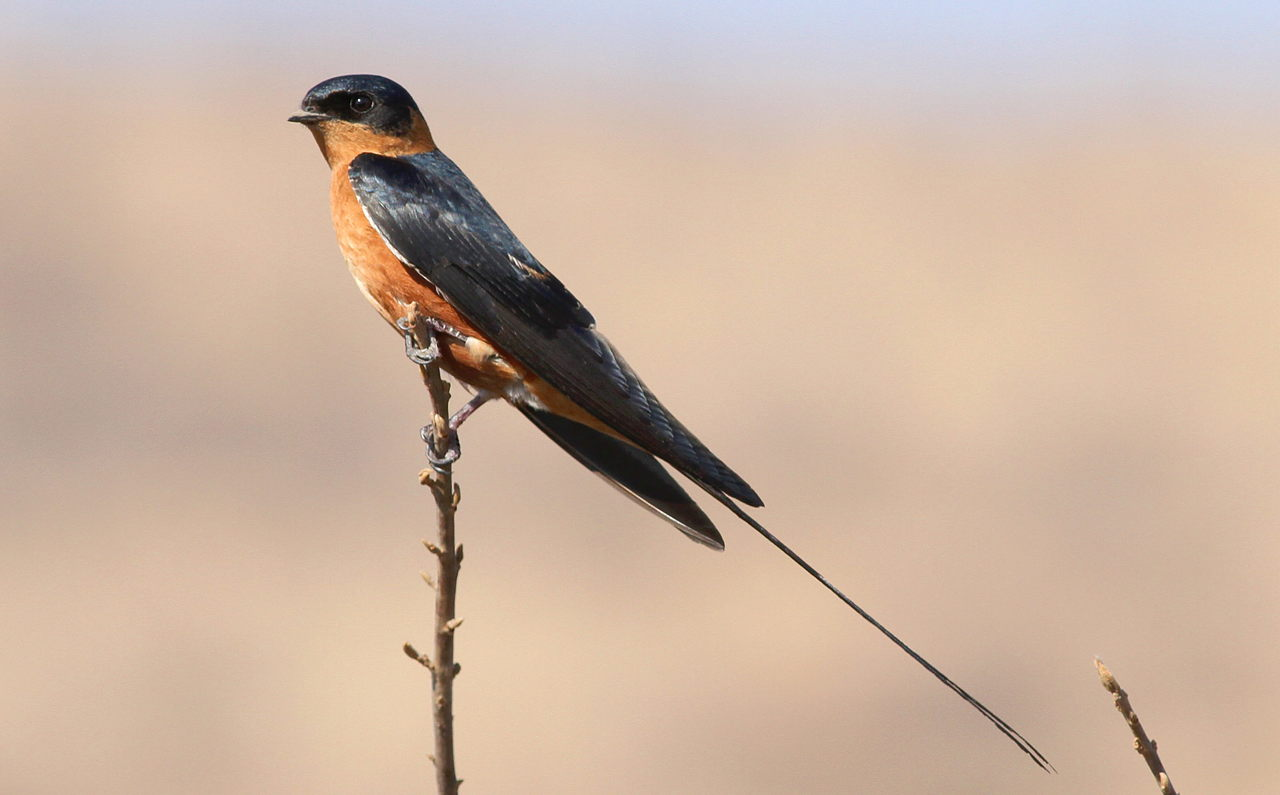